# 獅子 (紋章學)
獅子是紋章學中常見的元素之一。由於獅子被視為獸中之王，傳統上獅子象徵勇氣、貴族、皇室、強壯、莊嚴和英勇。獅子是猶太-基督教的象徵之一，猶大獅子出現在耶路撒冷的市徽。類似的獅子亦出現在其他紋章中，如瑞典王室的紋章和芬蘭國徽。